# Уилсон, Дэвид (футболист, 1884)
Дэ́вид Уи́лсон (англ. David Wilson; 14 января 1884, Эрвин, Айршир — неизвестно, Лондон) — шотландский футболист. Сыграл 475 матчей в Шотландской футбольной лиге. В 1913 году играл за сборную Шотландии в международном матче. Закончив спортивную карьеру в возрасте 40 лет, работал менеджером футбольных клубов «Нельсон» и «Эксетер Сити».

## Биография
У Уилсона трое братьев, которые тоже занимались профессиональным футболом. Его брат Эндрю также выступал за сборную Шотландии, Джеймс играл за клуб «Сент-Миррен», а Алекс — за «Олдем Атлетик».
После окончания спортивной карьеры Дэвид Уилсон работал тренером и биржевым брокером.

## Футбольная карьера
Уилсон начал футбольную карьеру как юниор в клубе «Ирвин Медоу». Его профессиональная карьера началась в 1901 году, когда он подписал контракт с клубом шотландской первой лиги «Сент-Миррен». Он был запасным в первом сезоне, но выходил на поле дважды в 1902—1903 и забил гол. В 1903 году он перешёл в клуб второй лиги Великобритании «Гамильтон Академикал», где он провел один сезон, сыграв пять матчей. В 1904 году он переехал в Англию и поступил в клуб Второго дивизиона Футбольной лиги «Брэдфорд Сити». Он участвовал в 12 матчах и забил один гол за два года. В конце сезона 1905—1906 годов он покинул клуб.
Уилсон подписал контракт с клубом Ланкаширской лиги «Олдем Атлетик» летом 1906 года, сыграл за этот клуб 38 матчей, забив 2 гола. В 1907—1908 годах Уилсон выходил на поле в каждом матче клуба. Забил два гола в сезоне 1909—1910 годов, в котором клуб уже вошёл в Первый дивизион Футбольной лиги. Уилсон играл в этом клубе до сезона 1914—1915 годов, когда футбольные соревнования прерваны из-за начала Первой мировой войны.
5 апреля 1913 года Дэвид Уилсон выступил за сборную Шотландии в матче против сборной Англии, проходившем на стадионе Стэмфорд Бридж. За шотландскую команду играл также брат Дэвида — Эндрю Уилсон. В том матче шотландцы проиграли — 0:1.
После войны Уилсон продолжил играть за «Олдем Атлетик». За пятнадцать лет выступления за этот клуб (1906—1921) он сыграл 368 матчей и забил 16 голов.
В 1921 году Уилсон перешёл в клуб «Нельсон» третьего северного дивизиона Футбольной лиги. Он был играющим менеджером. Уилсон сыграл 34 матча, забив 3 гола. Один гол забит с пенальти — первый такой гол в карьере Уилсона. На следующий год он сыграл 30 матчей. В этом же году команда завоевала право играть во Втором дивизионе. В сезоне 1923—1924 годов он сыграл ещё 31 матч за Нельсон и на этом закончил свою карьеру футболиста в возрасте 40 лет.

## Последующая карьера
Уилсон работал некоторое время менеджером в клубе «Нельсон», но в конце сезона 1924—1925 годов покинул клуб. Затем 3 года работал брокером на бирже, после чего его пригласили в качестве тренера в клуб «Эксетер Сити». С марта 1928 года по февраль 1929 года Уилсон работал с командой на протяжении 42 матчей (11 побед, 10 ничьих и 21 поражение). В целом клуб выступил посредственно, заняв предпоследнее 21-е место.